# Sand (Gemeinde Althofen)
Der Weiler Sand ist ein ehemaliger Ortsteil der Ortschaft Althofen in der Gemeinde Althofen im Bezirk Sankt Veit an der Glan und liegt zwischen der Althofener Altstadt und dem Lorberkogel.

## Namenkundliches
Der Ortsname Sand, 1554 erstmals urkundlich erwähnt, leitet sich vom sandigen Boden in dieser Gegend ab.

## Geschichte
Ein erstes Anzeichen menschlicher Anwesenheit in Form eines Steinbeils stammt aus der Jungsteinzeit. Hallstattzeitliche Besiedlung in Sand ist aufgrund eines Grabfundes gesichert. Aus der Römerzeit stammt ein 1899 gefundener Grabstein.
Für 1728 ist erstmals eine Sandgrube im Ort belegt.
1912 wurde die das Ortsbild bestimmende Volksschule eröffnet, die 1931 mit einem östlichen Zubau erweitert wurde.
Die letzte Sand- und Schottergrube in Sand wurde um 1980 überbaut.
1997 wurde Sand letztmalig offiziell als Ortsteil von Althofen bezeichnet, heute erinnert nur mehr die Straßenbezeichnung am Sand an den ehemaligen Weiler.

## Bevölkerungsentwicklung
Seit der Volkszählung von 1900 liegen für Sand Einwohnerzahlen in Abständen von typischerweise zehn Jahren bis ins Jahr 1971 vor.
| Jahr | Einwohnerzahl | Häuser |
| ---- | ------------- | ------ |
| 1900 | 10            | 1      |
| 1910 | 42            | 6      |
| 1923 | 40            | 5      |
| 1951 | 111           | 7      |
| 1961 | 35            | 6      |
| 1971 | 34            | 7      |